# Geminal
En química orgánica, el término geminal (del latín gemini = gemelos) se refiere a la relación entre dos grupos funcionales que están unidos al mismo átomo. El prefijo gem es aplicado a un nombre químico para denotar esta relación, como en un gem-dibromuro.
Un ejemplo puede ser la obtención de un dihalogenuro geminal, mediante la reacción de una cetona con ciertos derivados del fósforo. La siguiente imagen muestra la conversión de la ciclohexil metil cetona a un gem-dicloruro a través de una reacción con pentacloruro de fósforo:
El término es ocasionalmente usado en espectroscopia RMN, debido a que la relación entre átomos es importante en determinar el tamaño de las constantes de acoplamiento.